# Comuna de Trzciana
Trzciana (polaco: Gmina Trzciana) é uma gminy (comuna) na Polónia, na voivodia de Pequena Polónia e no condado de Bocheński. A sede do condado é a cidade de Trzciana.
De acordo com os censos de 2004, a comuna tem 5016 habitantes, com uma densidade 113,8 hab/km².

## Área
Estende-se por uma área de 44,09 km², incluindo:
- área agrícola: 64%
- área florestal: 25%

## Demografia
Dados de 30 de Junho 2004:
|                      | Total   | Total | Mulheres | Mulheres | Homens  | Homens |
| -------------------- | ------- | ----- | -------- | -------- | ------- | ------ |
|                      | pessoas | %     | pessoas  | %        | pessoas | %      |
| População            | 5016    | 100   | 2563     | 51,1     | 2453    | 48,9   |
| Densidade (pop./km²) | 113,8   | 100   | 58,1     | 58,1     | 55,6    | 55,6   |

De acordo com dados de 2002, o rendimento médio per capita ascendia a 1583,28 zł.

## Comunas vizinhas
- Limanowa, Łapanów, Nowy Wiśnicz, Żegocina